# Too Young (canción de Post Malone)
«Too Young» (en español: Demasiado Joven) es una canción del cantante y rapero estadounidense Post Malone. Fue lanzada oficialmente a través de Republic Records el 9 de octubre de 2015, como el segundo sencillo de su álbum debut, Stoney (2016). Malone escribió la canción junto con los productores Foreign Teck, Rico Evans y Justin Mosley. La canción fue dedicada a Christian Taylor (quién llegó a vivir con Malone en Dallas antes de morir) y a los raperos ASAP Yams y Chinx, quiénes murieron antes de su lanzamiento.

## Grabación
Post Malone mencionó en una entrevista con Genius que "Después de que A$AP Yams falleciera grabé esta canción, así que es una especie de oda a él. No éramos amigos, pero creo que fue genial cómo era un icono cultural e inspiró a tanta gente a hacer lo que quería hacer. Y tuvo una gran influencia en la juventud de hoy. Creo que fue una tragedia que se fuera tan pronto. Simplemente pensé que era lo correcto, rendirle homenaje. Luego, en Dallas, falleció este chico Christian Taylor. Y él estaba haciendo esta canción antes de que lo mataran, y eso es surrealista. Yo estaba viviendo con un chico en Dallas y no sé qué pasó pero aparentemente la policía le disparó y un par de días antes de que lo mataran compuso la letra de mi canción. Esa es una situación loca. Los fans han dicho que significa mucho para ellos y creo que es genial cómo una canción nos recuerda que podemos llegar a los demás con una perspectiva diferente y que puede significar algo para ellos también. Todo el mundo puede identificarse con algo de cierta manera".

## Vídeo musical
El vídeo musical oficial se estrenó el 22 de octubre de 2015 en la cuenta de Post Malone en YouTube . El vídeo musical fue dirigido por John Rawlins.